# Eukoenenia brolemanni
Eukoenenia brolemanni is een spinnensoort in de taxonomische indeling van de Palpigradi.
Het dier komt uit het geslacht Eukoenenia. Eukoenenia brolemanni werd in 1926 beschreven door Hansen.